# Cerco de Toulon (1793)
O Cerco de Toulon de 1793 foi uma operação militar realizada pelas forças da Primeira República Francesa contra um corpo de forças da Primeira Coligação, formado pelas tropas desembarcadas da frota que tinha vindo bloquear este importante porto francês e pelos reforços que foram depois enviados. Toulon era uma das cidades que se tinham revoltado contra o poder dos jacobinos que então controlavam a República Francesa. Esta foi a primeira operação militar em que encontramos a participação de Napoleão Bonaparte, ainda com o posto de capitão de artilharia e em que evidenciou as suas qualidades militares. Ao fim de pouco mais de três meses, a frota de bloqueio foi obrigada a abandonar o porto de Toulon e as forças republicanas entraram na cidade.

## Antecedentes
Desde o início da Revolução Francesa, em 1789, o aumento da violência e os excessos cometidos contra pessoas e bens  causaram alarme interna e externamente. No plano interno, verificou-se a fuga de muitos franceses que, com o auxílio das outras potências estrangeiras, vieram a formar corpos militares chamados de “émigrés”. O agravamento da situação interna e a instauração do que ficou conhecido por Reino do Terror afastou das tendências revolucionárias muitos cidadãos franceses, especialmente na província. No Verão de 1793, a Vendeia, a Bretanha e algumas outras regiões, assumiram uma atitude de rebelião aberta contra o poder em Paris. O poder central agiu com firmeza e a repressão fez-se sentir de forma muito violenta.

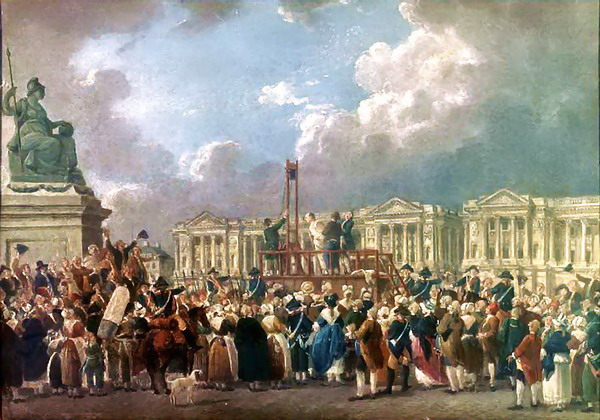
Os excessos da Revolução aliados às grandes dificuldades económicas provocaram graves situações de oposição ao governo de Paris

No plano externo, as potências alarmaram-se com os acontecimentos. Para além da invasão em 1792, essas potências não perderam a ocasião de apoiar os focos de rebelião. Marselha e Toulon foram duas dessas cidades. Com a aproximação das forças republicanas, os dirigentes revoltosos em Marselha enviaram, no dia 22 de Agosto, um pedido de ajuda à frota britânica, sob o comando do contra-almirante Samuel Hood, que tinha a missão de bloquear a frota francesa em Toulon. Hood não viu qualquer vantagem em empenhar as suas parcas forças de desembarque numa cidade que não lhe traria quaisquer benefícios de ordem táctica ou estratégica. No entanto, no dia seguinte, aceitou desembarcar tropas em Toulon se a cidade se declarasse leal aos Bourbons.
No porto de Toulon encontrava-se a frota francesa do Mediterrâneo, sob comando do contra-almirante Jean-Honoré de Trogoff de Kerlessy. Esta importante frota, no entanto, estava guarnecida por pessoal mal treinado e o seu comandante entendeu que não tinha condições para sair e enfrentar as unidades navais britânicas que se encontravam ao largo. Trogoff procurou manter-se sempre afastado da questão política, tanto durante o domínio dos Jacobinos como dos revoltosos.
O Comité de Salvação Pública, criado em Abril desse ano, reagiu e enviou tropas para recapturar Marselha e Toulon. Para o efeito, foi enviado uma força sob o comando do general Carteaux que, para capturar aquela última cidade, devia receber o apoio de uma divisão de infantaria sob comando do general La Poype, vinda de Itália. Marselha foi capturada a 25 de Agosto e, quando as tropas republicanas começaram a aproximar-se de Toulon, o Comité que se tinha formado para governar a cidade apressou as negociações com o contra-almirante Hood. Este propôs que a base e a frota seriam mantidas em segurança sob controlo das forças britânicas até o controlo dos Bourbons ser reassumido.
No dia 25 de Agosto de manhã, o Comité de Toulon intimou a frota francesa a render-se aos Britânicos. Trogoff aceitou render-se se isso pudesse salvar a frota mas muitos oficiais receberam a intimação com indignação. O segundo comandante, contra-almirante Jean-René-César Saint Julien de Chambron, tentou reorganizar a frota para resistir aos rebeldes franceses e à frota britânica. Saint Julian ordenou a ocupação de alguns fortes que controlavam a aproximação ao porto mas suas forças não eram numerosas. O relacionamento com o Comité de Toulon deteriorou-se e estes ameaçaram bombardear a frota. Saint Julian, por seu lado, ameaçou bombardear a cidade e, na noite de 26 para 27 de Agosto, colocou a frota fora do alcance das baterias da cidade, formada em linha de batalha, frente à entrada do porto, pronta a receber o ataque britânico.
A frota francesa ficava, desta forma, colocada entre as baterias em Toulon e a frota britânica o que, juntamente com todos os outros acontecimentos, afectou de forma muito negativa o moral dos marinheiros franceses. A divisão entre a lealdade a Trogoff ou a Saint Julian impedia a necessária unidade de comando. Na noite de 27 para 28, muitos marinheiros e oficiais desertaram. Alguns navios foram completamente abandonados e outros abandonaram a linha de batalha para procurarem abrigo no porto. No dia 28 de manhã, a frota de Hood entrou em Toulon e às 11h00 começou a desembarcar 1 200 homens de infantaria e 200 marinheiros. Não houve qualquer resistência.
Os britânicos ocuparam o Forte La Malgue e enviaram destacamentos para a cidade. Mas como as tropas não eram suficientes, Hook pediu reforços a Gibraltar e a outros membros da Coligação. Algum tempo depois, juntou-se à frota britânica a frota espanhola do Mediterrâneo sob o comando de Juan Cayetano de Lángara y Huarte, de onde desembarcaram mais 3 000 homens de infantaria. Mais tarde, chegaram tropas do Reino da Sardenha e do Reino de Nápoles.

## O campo de batalha

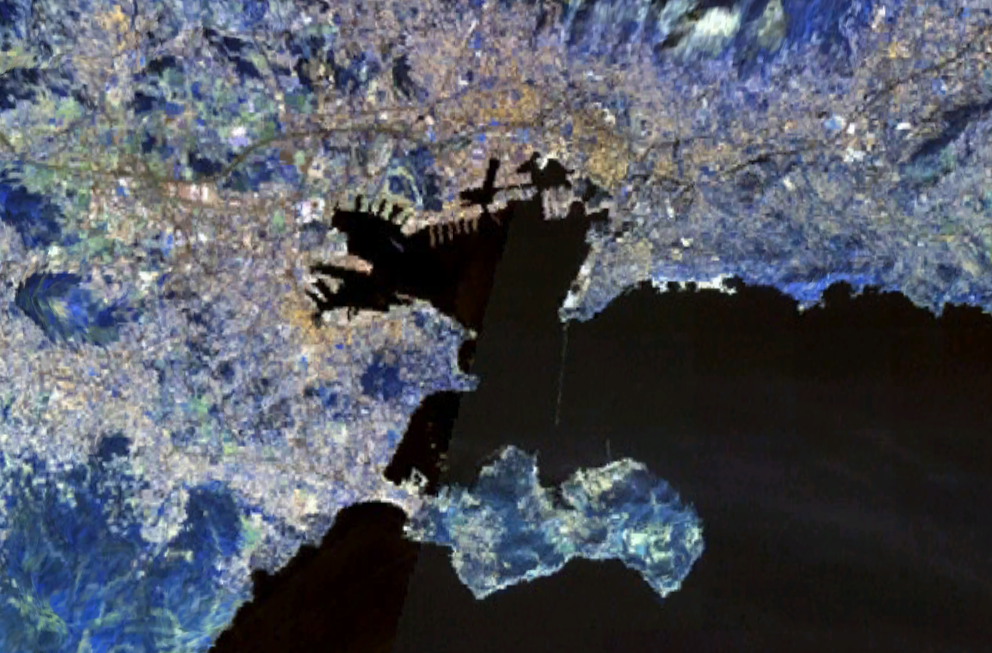
Toulon – fotografia de satélite

O porto de Toulon é um dos melhores portos no Mediterrâneo. Do lado do mar, está protegido por duas penínsulas rochosas que se estendem de Oeste para Este e uma outra península que se estende de Este para Oeste, a Sul da cidade (com a extensão que esta tinha na época; ver mapa). A península mais pequena e mais a Norte era conhecido como “Le Caire” e existiam aí dois fortes: o "Fort de L'Eguilette" e a "Tour de Balaguier". O forte Mulgrave, mais para ocidente e no ponto mais elevado, já foi construído pelos Britânicos. Na península, a Sul de Toulon, também existiam vários fortes destinados à defesa da cidade: “Grosse Tour”, “Fort Saint Louis” e “Fort Lamalgue”. Na península mais a Sul, do lado ocidental, não existiam obras defensivas. Esta morfologia da costa formava duas baías: uma mais pequena (Petite Rade), interior, e outra maior (Grande Rade), exterior.

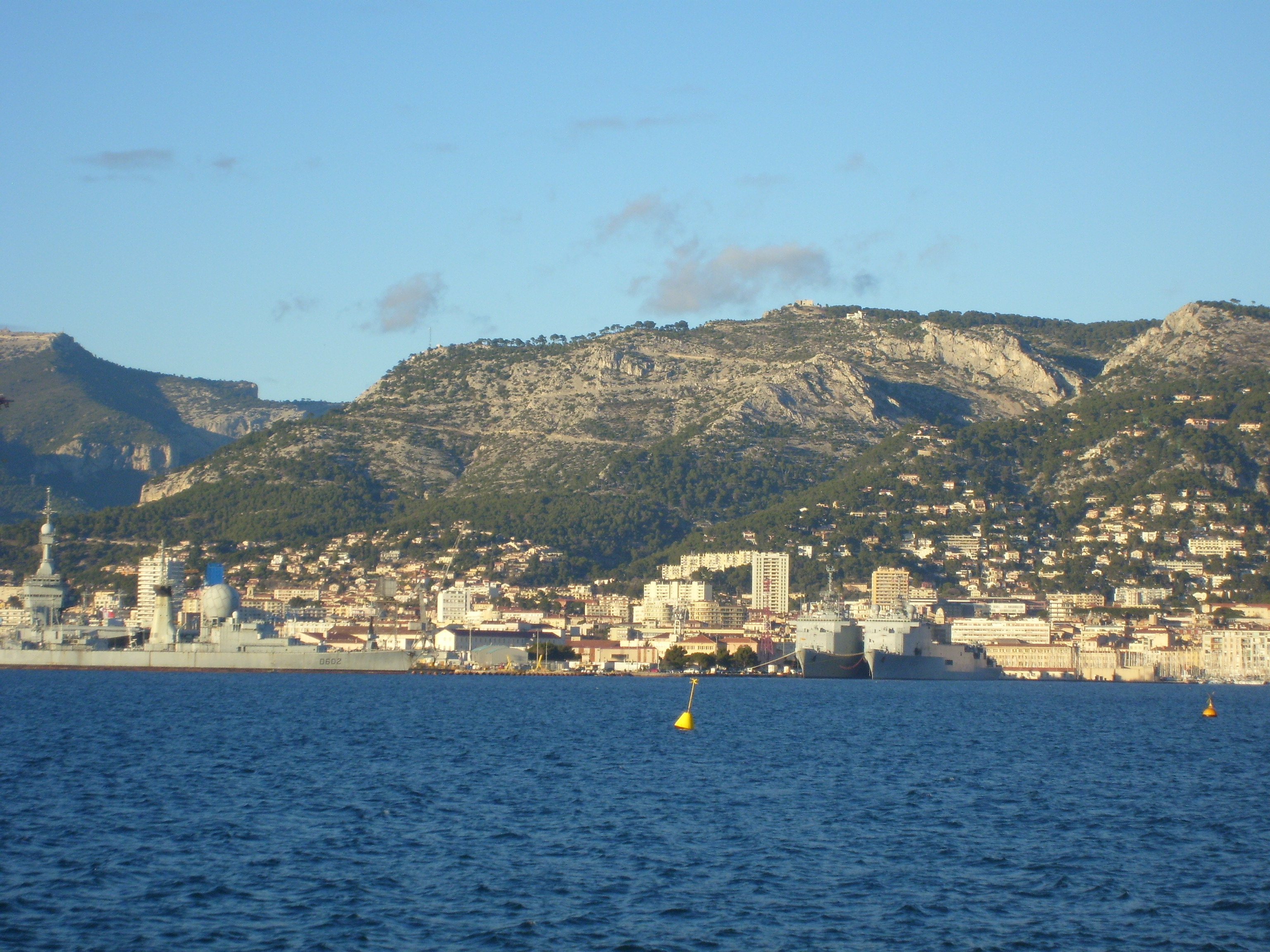
A base de Toulon com os Montes Faron ao fundo

A Norte da cidade e do porto estende-se uma barreira formada pelo “Mont Faron”, com uma altitude superior a 500 metros e quase 3 Km de comprimento, onde tinham sido construídos alguns fortes a partir dos quais se controlavam os acessos por Leste ou por Oeste. Existiam ainda outros fortes construídos para controlo dos acessos e defesa da cidade e porto de Toulon. O perímetro defensivo tinha, desta forma, uma extensão de cerca de 20 Km, o que exigia uma guarnição numerosa.

## As forças em presença

### Forças francesas

#### O exército
As forças francesas eram, inicialmente, compostas por duas divisões de origens diferentes. Uma divisão, com origem no Exército dos Alpes, estava sob comando do general de divisão Jean François Carteaux; a outra, tinha origem no Exército de Itália e estava sob o comando do general de divisão Jean François Cornu de La Poype.
A Divisão de Carteaux tinha um efectivo de aproximadamente 4 700 homens que eram, maioritariamente, voluntários de infantaria dos recrutamentos de 1792 e de Fevereiro de 1793. Mas, desta força, também faziam parte o 2/59º Regimento de Infantaria, um corpo de cavalaria com 140 homens e 313 artilheiros sob o comando do capitão Dummartin que guarneciam 26 bocas de fogo (dezoito de 4 libras, duas de 12 libras e duas de 16 libras). A artilharia era manifestamente inadequada e insuficiente para o cerco de uma praça. No início de Setembro, Carteaux recebeu reforços, as forças sob seu comando já somavam 7 900 homens e, no final daquele mês, atingiram os 12 000.

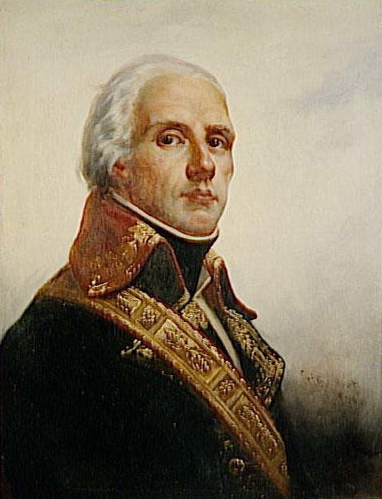
General de divisão Jacques François Coquille, chamado Dugommier

A divisão de La Poype tinha, inicialmente, um efectivo de 2 900 homens: 1 700 pertenciam a três batalhões de voluntários e ao 1/28 Regimento de Infantaria de Linha; 1 200 pertenciam a unidades da Guarda Nacional, de fraca qualidade militar. Tal como a outra divisão, esta também recebeu reforços durante as operações em Toulon. Dois batalhões do 35º Regimento de Infantaria de Linha juntaram-se à divisão imediatamente antes do fim do cerco. (Forczyk p. 24)
Após as alterações de comando e a chegada de reforços que se verificaram durante as operações, a ordem de batalha das forças francesas, a 11 de Dezembro de 1793, era a seguinte:
Comandante das forças francesas: general de divisão Jacques François Coquille, chamado Dugommier. Para além de ser o comandante das forças francesas republicanas, o general Dugommier comandava a sua divisão (A Divisão Ocidental) e assim tinha sob seu comando directo:
- Toda a artilharia da força, então sob comando do general Du Teil mas, na prática, comandada pelo major Napoleão Bonaparte. Era constituída por 1.282 homens, 37 peças de artilharia e 25 morteiros.

- Um esquadrão de cavalaria constituído por 51 homens do 9º Regimento de Dragões e 27 da Gendarmerie.

- Divisão Ocidental, sob comando do general Dogummier, com o quartel-general em Ollioules (a 8 Km de Toulon, na estrada que liga esta cidade a Marselha) e um total de 16.983 homens organizados em 24 batalhões de infantaria e 25 companhias de infantaria destacadas de outras forças.

- 1.ª Divisão, sob comando do general de divisão Henri François Delaborde, com o quartel-general em La Seyne (no lado ocidental da baía interior, "Petit Rade"). Tinha um efectivo de 7.093 homens, de origens muito diversas, distribuídos por duas brigadas:

– Brigada Brulé, com 3.646 homens.
– Brigada Victor, com 3.447 homens.
- 2.ª Divisão, sob comando do general Mouret, com o quartel-general em Ollioules. Era constituída por duas brigadas, de Garnier e de Gardanne, cuja composição se desconhece. Para além destas brigadas existiam dez batalhões muito heterogéneos (5 618 homens) e vários pequenos corpos de infantaria (938 homens).

- Divisão Oriental, sob o comando do general de divisão Jean François Cornu de La Poype, com o quartel-geral em La Valette. Tinha um efectivo de 21 352 homens que, para além das tropas de engenharia, artilharia e cavalaria, estavam organizados em cinco brigadas cuja composição se desconhece quase na totalidade.

Para além destas unidades, existiam 1 289 homens de infantaria em corpos não atribuídos a nenhuma das divisões acima mencionadas.

#### A frota
A frota francesa do Mediterrâneo não se encontrava toda em Toulon. Estavam fora um navio de linha e nove fragatas. Das unidades presentes no porto francês, estavam operacionais dezanove navios de linha, sete fragatas e nove corvetas. Existiam ainda treze navios de linha e dez fragatas não operacionais.

### As forças da Coligação

#### Forças desembarcadas
As primeiras forças da Coligação a desembarcarem em Toulon foram os Britânicos com 1 626 homens. A 27 de Outubro chegaram reforços e no dia 11 de Dezembro de 1793 tinham desembarcado sob o comando do major-general David Dundas, 2 653 homens.

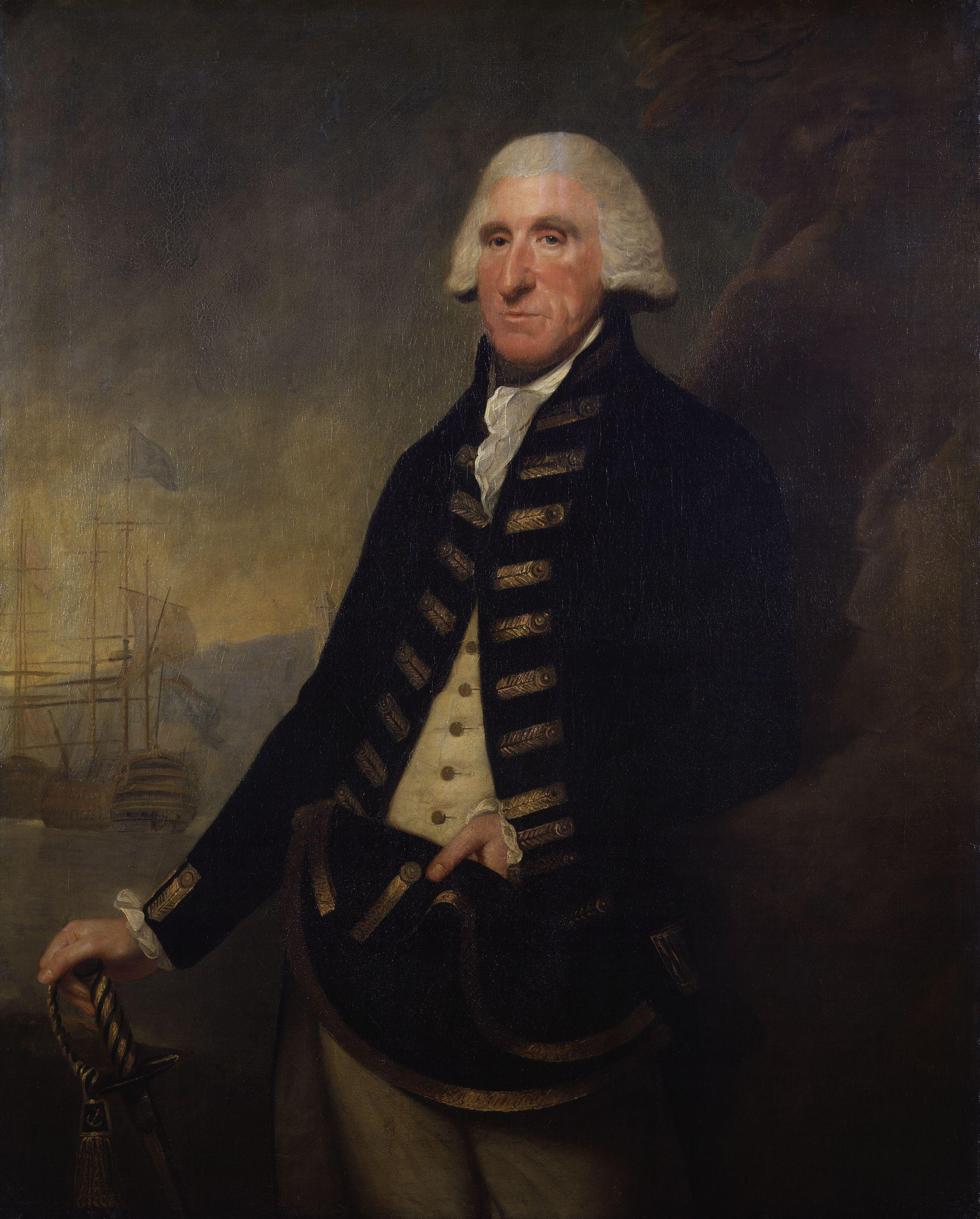
Vice-almirante Samuel Hood, por Lemuel Francis Abbott

Os Espanhóis desembarcaram em Toulon uma força de 6 928 homens sob comando do general don Rafael Valdés. Este corpo de tropas englobava, para além de 8 batalhões de infantaria (5 070 homens), um esquadrão de dragões com 155 homens, um batalhão de fuzileiros navais com 1.194 homens e duas companhias de granadeiros com 127 homens. Desembarcaram também 432 artilheiros, a maior parte da marinha.
A força expedicionária enviada pelo Reino de Nápoles tinha um efectivo de 4 484 homens e era comandada pelo brigadeiro Fabricio Pignatelli. A força era constituída por quatro batalhões e uma companhia de infantaria (3 165 homens), quatro companhias de granadeiros (972 homens), um destacamento de 215 fuzileiros navais e um destacamento de 132 artilheiros.
O Reino da Sardenha enviou uma força com um efectivo entre 1491 e 1756 homens, sob comando do brigadeiro Thaon Revel. Esta força era constituída por 4 batalhões de granadeiros, caçadores, infantaria do Piemonte e infantaria da Suíça.
Além das forças indicadas, para a defesa de Toulon, existiam ainda tropas rebeldes. Estas unidades, com 1 542 homens, estavam organizadas em quatro batalhões e actuavam como força de polícia para manter a ordem em Toulon.

#### As frotas
A frota do Mediterrâneo britânica, sob comando do vice-almirante Sir Samuel Hood, era constituída por 23 navios de linha e 14 fragatas. No entanto, vários destes navios não se encontravam em Toulon mas em operações de vigilância na costa e italiana do Norte de África. A frota espanhola do Mediterrâneo, sob comando de don Juan de Lángara, era constituída por 23 navios de linha e 8 fragatas. A frota do Reino de Nápoles, sob comando do comodoro Forteguerri, era constituída por 4 navios de linha, 4 fragatas e 4 corvetas. O reino da Sardenha enviou apenas uma fragata. Embora não estivessem presentes todos os vasos de guerra, o que é certo é que seria possível reunir uma frota com 81 unidades.

## As operações

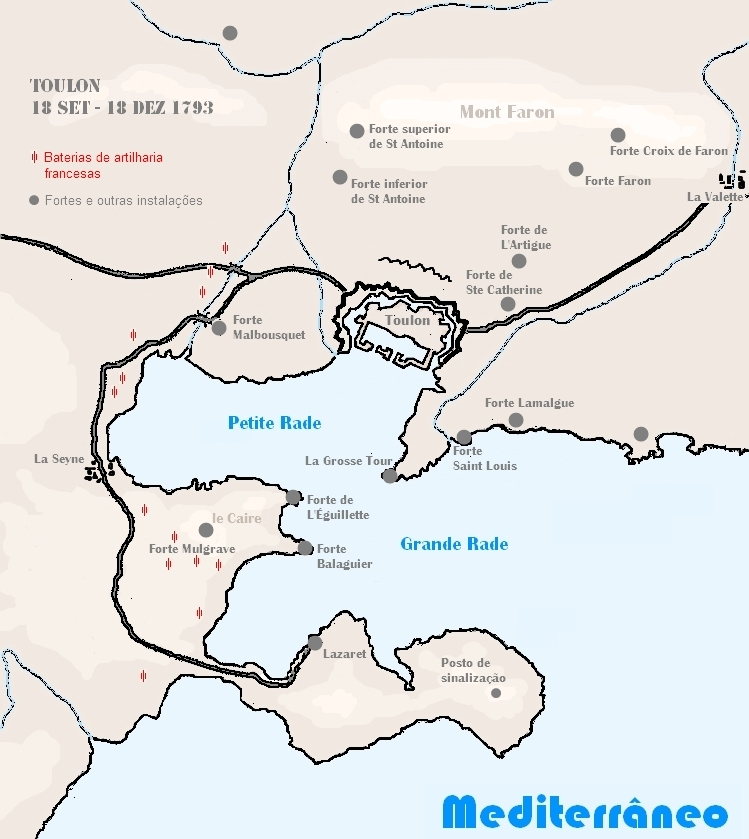
Esquema do Cerco de Toulon, 1793

O general Carteaux tinha recebido instruções de Paris no sentido de, após ter capturado Marselha, avançar para Oriente no final de Agosto e atacar Toulon em coordenação com o general La Poype que vinha de Nice. O plano foi posto em execução e, no dia 30 de Agosto, a guarda avançada de Carteaux, sob comando do general de brigada Mouret, ocupou Ollioules (cerca de 6 Km a Oeste de Toulon) após alguns combates com forças britânicas e espanholas que para ali tinham enviado tropas após o desembarque.
Nestes primeiros combates em Ollioules foi ferido o capitão Dommartin, comandante da artilharia de Carteaux. No dia 16 de Setembro, passou por Ollioules o capitão Napoleão Bonaparte que se dirigia para Antibes onde deveria ocupar um posto na artilharia de costa. Perante a necessidade de substituir o capitão Dommartin, Bonaparte, oficial de artilharia, foi nomeado para o cargo. Para esta nomeação teve influência Antoine-Christophe Saliceti, antigo amigo de Bonaparte, natural da Córsega, que estava presente na qualidade "représentant du peuple" ("representantes do povo"; "comissários políticos") junto das forças de Carteaux.
No dia 18 de Setembro, teve início o bloqueio da praça de Toulon pelas forças de Carteaux e de La Poype, ficando o primeiro com o comando das operações. Quando Napoleão Bonaparte observou as disposições tomadas para capturar Toulon, viu «uma confusão de amadorismo e falta de preparação típica das forças militares da República». Esta situação devia-se à emigração de muitos oficiais e ao facto de a capacidade militar ser avaliada de acordo a tendência política do oficial e não exclusivamente pelos seus méritos. O general Carteaux tinha uma reputação republicana inatacável; tinha, em 1789, participado na tomada da Bastilha, mas as suas qualidades militares ficavam-se pela aparência.

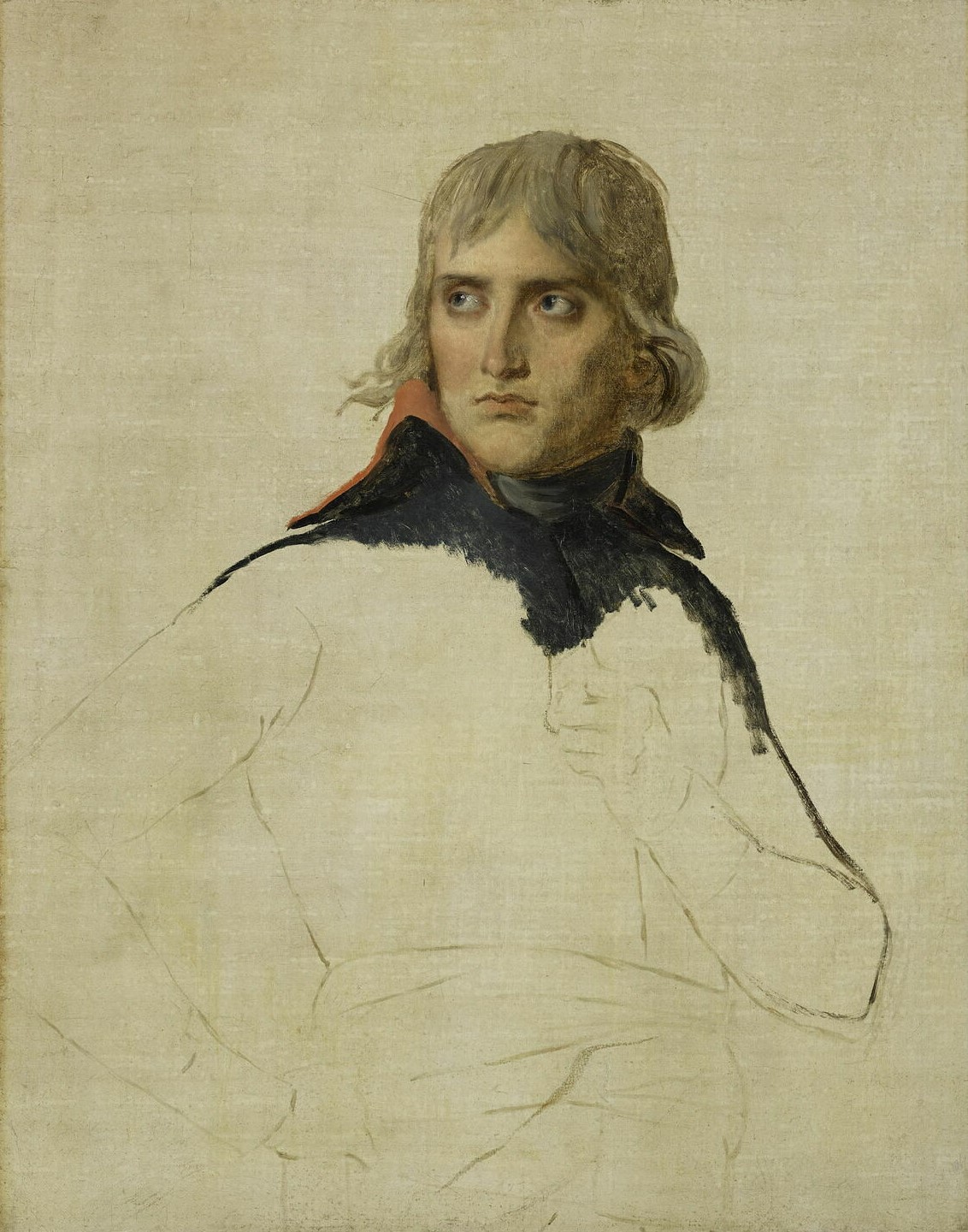
Napoleão Bonaparte, embora não comandasse as forças em Toulon, foi o autor do plano que permitiu capturar a praça com um mínimo de baixas

Napoleão Bonaparte, ao assumir o seu novo cargo de comandante da artilharia, encontrou poucas bocas de fogo (duas peças de 24 libras, duas de 16 libras, dois morteiros e poucas munições. Não era possível, com estes meios, atacar uma praça tão forte como a de Toulon. Napoleão propôs um plano que evitaria ter de atacar directamente a praça de Toulon. Ele viu que, se os navios da Coligação fossem obrigados a retirar, Toulon render-se-ia sem ser necessário recorrer a assaltos que provocariam numerosas baixas. Para forçar os navios da Coligação a retirarem era necessário ocupar uma das penínsulas que tinham domínio sobre a entrada da baía interior (Petit Rade). A península Le Caire cumpria esse objectivo e encontrava-se mal defendida. Bonaparte propôs a sua captura, assim como a dos seus dois fortes (Fort de L'Eguilette e Tour de Balaguier).
A ocupação da península foi feita a 21 de Setembro mas a ocupação dos fortes fracassou porque Carteaux não disponibilizou tropas suficientes para o efeito. Além disso, perante o ataque francês, os Britânicos decidiram reforçar as defesas da península e, na zona mais elevada, construíram um novo reduto, o Forte Mulgrave. A captura da península Le Caire iria agora exigir um esforço muito maior e demorar muito mais tempo. Napoleão escreveu a Carnot, então responsável pelos assuntos militares no Comité de Salvação Pública, defendendo o seu plano e criticando o comando das forças da República. Os seus argumentos foram apoiados pelos representantes do povo. No dia 18 de Outubro, Napoleão foi promovido ao posto de major.

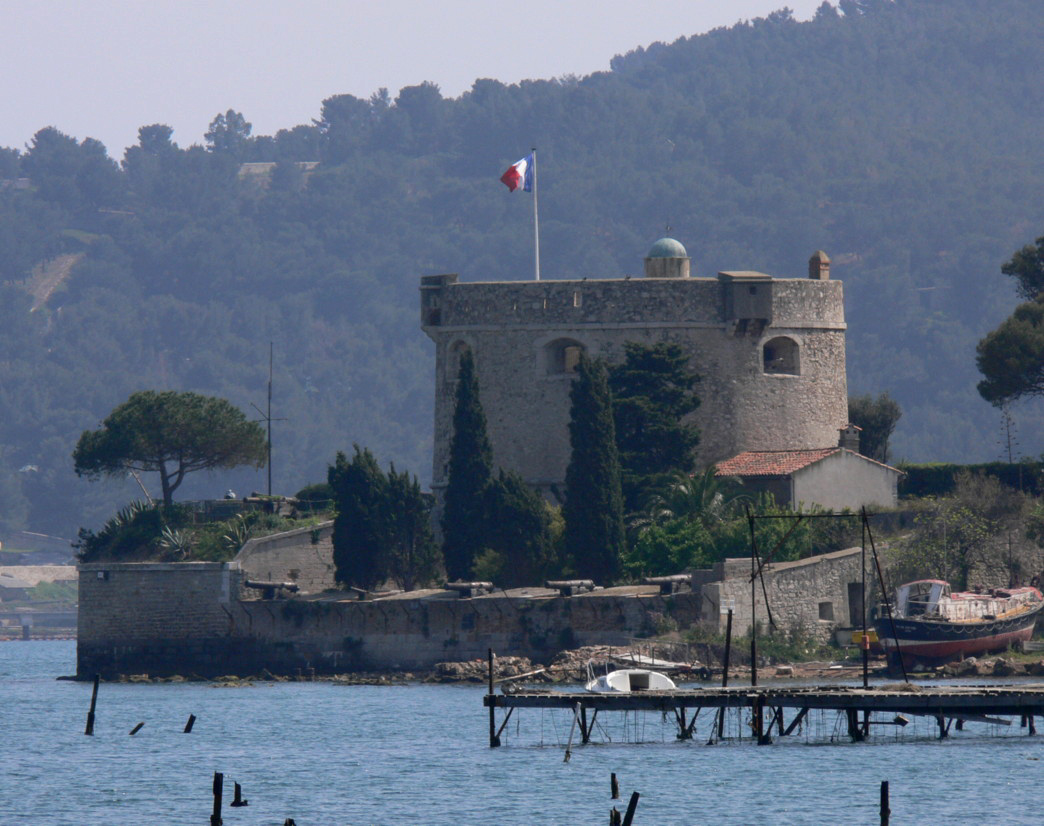
Imagem do Forte Balaguier na península Le Caire

No dia 30 de Setembro, foi lançada uma operação pelas tropas de La Poype para dominar as posições de Monte Faron. As tropas republicanas começaram a avançar depois de escurecer mas foi só às 02H00 que se deram os primeiros combates com tropas britânicas. Como o terreno é muito irregular, as forças da Coligação entenderam que os franceses não atacariam aquelas posições. Estes, no entanto, conheciam um trilho por onde era possível avançar. Após algumas trocas de tiros o Monte Faron foi praticamente abandonado pelas tropas espanholas que guarneciam um dos fortes. A ocupação do Monte Faron pelas tropas republicanas foi conhecida em Toulon, cerca das 05H00 do dia 1 de Outubro, quando as forças espanholas começaram a chegar à cidade. No entanto, o comando das forças da Coligação reagiu, foi realizado um contra-ataque e, pelas 15H30, detinham novamente o controlo do Monte Faron.
Carteaux foi substituído pelo recém promovido general de divisão François Amédée Doppet que, devido às críticas de Napoleão, sempre apoiado pelos representantes do povo, apenas manteve o cargo entre 7 e 17 de Novembro. O novo comandante, general Jacques Coquille Dugommier, num conselho de guerra realizado a 25 de Novembro de 1793, aceitou o plano de Napoleão para capturar a Le Caire. Os preparativos começaram de imediato mas iriam estender-se até à terceira semana de Dezembro<.ref>Barnett, p. 34.</ref> Com Dugommier veio o general Jean du Teil para comandar a artilharia. Já muito idoso e doente, ficou satisfeito de deixar a maior parte das responsabilidades ao seu subordinado mas apoiou-o e possibilitou o reforço dos meios disponíveis para proporcionar maior capacidade de apoio de fogos para as tropas sitiantes.
Desde o início de Outubro que Napoleão ia construindo e melhorando as posições de artilharia. Depois de Dugommier assumir o comando das forças (17 de Novembro), começaram a chegar mais reforços e foram construídas mais posições e, no final de Novembro, estavam prontas 13 baterias com 63 bocas de fogo. Esta força já representava uma ameaça séria sobre o Forte Mulgrave. Os duelos de artilharia que as forças republicanas mantinham com alguns navios britânicos não causaram danos apreciáveis nem obrigaram a interromper os trabalhos.
As forças da Coligação, entretanto, procuravam impedir a instalação do dispositivo de cerco. Às 04H00 do dia 30 de Novembro, um corpo de tropas aliadas atacaram uma das baterias que tinham sido construídas pelos homens de Napoleão. O contra-ataque francês conseguiu, no entanto, repelir a força aliada provocando-lhes numerosas baixas.

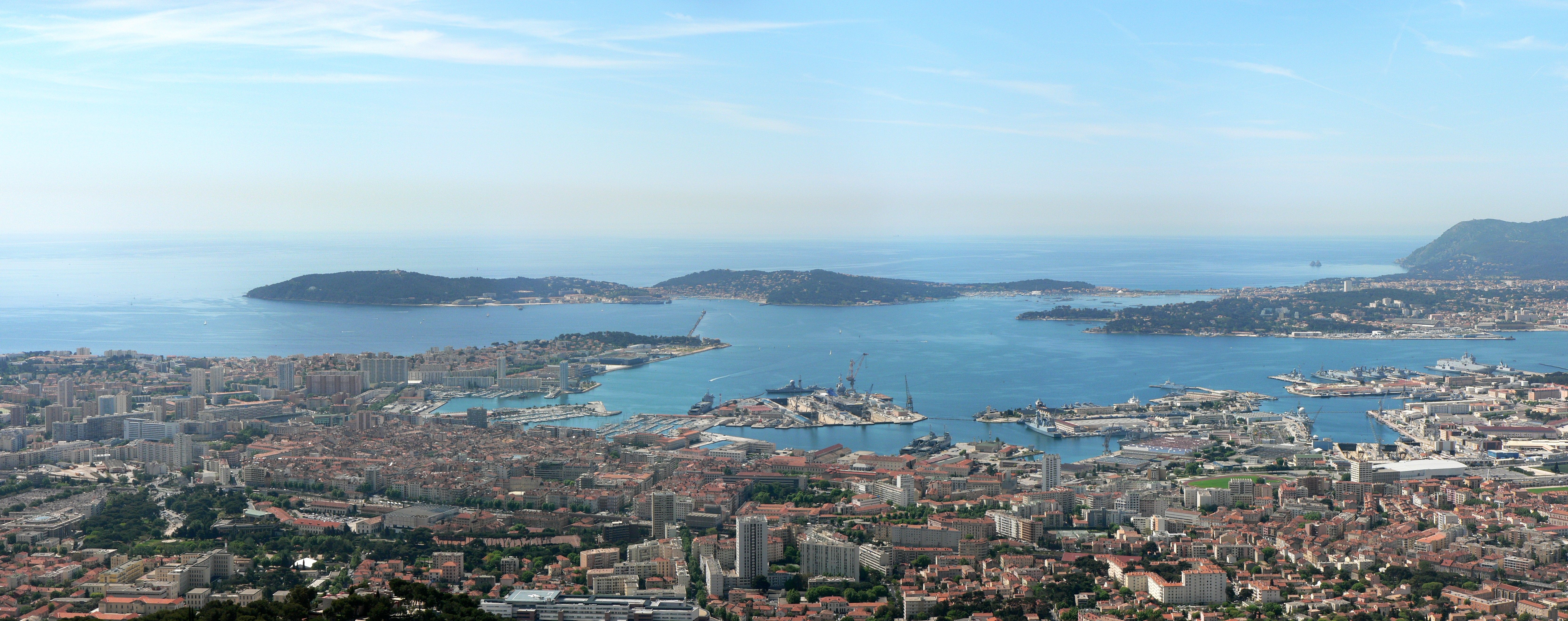
Toulon e o seu porto visto a partir dos Montes Faron

O ataque ao forte de Mulgrave foi preparado para a noite do dia 17 de Dezembro. Foi executado um bombardeamento desde o dia 15 (48 horas) mas uma tempestade tornou muito difícil a marcha no terreno e a visibilidade ficou muito reduzida. O tempo estava de tal forma mau que Dugommier e os representantes do povo propuseram o adiamento da operação. Napoleão, apesar das dificuldades, tirou partido da situação argumentando que o mau tempo proporcionaria cobertura para os atacantes. O ataque foi lançado e surgiram muitas situações de grande confusão, mas a coragem e voluntarismo das tropas francesas, a presença entre as forças atacantes de Napoleão e do próprio Dugommier, deram bons resultados e, pelas 03H00 da madrugada, o forte estava nas mãos das forças republicanas. Nesta luta renhida, Napoleão foi ferido numa perna. Assim que começou a nascer o dia, foram atacados os outros dois fortes mas as forças defensoras já os tinham abandonado.
No dia 18 de manhã, as tropas que tinham capturado os fortes em Le Caire viram os navios da frota da Coligação começarem a abandonar o porto. Ficava provado que o plano de Napoleão era o mais acertado. As forças da Coligação tinham perdido cerca de 4.000 homens e os Franceses perderam 2.000 (mortos e feridos). No que respeita às frotas, os Britânicos destruíram 14 navios franceses no porto e aprisionaram 15.

## Consequências
Em Toulon, os republicanos exerceram represálias com muita violência. Para Napoleão, foi a sua primeira operação militar com sucesso. A sua contribuição foi reconhecida e Dugommier referiu a sua acção de forma muito elogiosa nos despachos que enviou para Paris. No dia 21 de Dezembro, o major Napoleão era promovido a general de brigada, saltando por cima de dois postos (tenente-coronel e coronel). Do ponto de vista naval, esta acção reforçou a supremacia britânica no Mediterrâneo.